# ウィリアム・ボンド (クレーター)
ウィリアム・ボンド (W. Bond) は、月の表側にある巨大なクレーターであり、月の北部に位置する。ハーバード大学天文台の初代台長であるアメリカの天文学者、ウィリアム・クランチ・ボンドにちなんで名づけられた。
ウィリアム・ボンドはいびつな形状をしており、その大きさから壁平原と呼ばれている。ウィリアム・ボンドは氷の海のすぐ北に位置し、ウィリアム・ボンドの西にはバーミンガムが、ウィリアム・ボンドの北北東にはバローが位置している。ウィリアム・ボンドの北西の周壁のすぐ外側にはエピゲネスが位置している。ウィリアム・ボンドの南西にはティマイオスがあり、ウィリアム・ボンドと氷の海はティマイオスによって隔てられている。
ウィリアム・ボンドの周壁は隕石の衝突などによって風化しており、特徴のない丘陵に変形している。直線的な形状をしている北西の周壁が特徴であり、ウィリアム・ボンドの西北西の周壁には従属クレーターであるウィリアム・ボンドAが位置している。南西の周壁は他の箇所に比べてはっきりとしているが、凹凸の激しい不規則な形状をしている。
ウィリアム・ボンドの底は平坦に近いが、北の周壁付近は起伏が激しい。ウィリアム・ボンドの中心付近から東の周壁にかけては、狭い谷が走っている。南東部に位置しているウィリアム・ボンドBは、碗形の綺麗な円形をしている。ウィリアム・ボンドBよりもやや小さいウィリアム・ボンドCは、ウィリアム・ボンドBのすぐ北東に位置している。
ウィリアム・ボンドはかつて、ウィリアム・クランチ・ボンド (W. C. Bond) という名称であった。

## 従属クレーター
ウィリアム・ボンドのごく近くにある小さな無名のクレーターについては、アルファベットを付加することによって識別される。
| 名称 | 月面緯度     | 月面経度    | 直径  |
| ---- | ------------ | ----------- | ----- |
| B    | 北緯 64.9 度 | 東経 7.6 度 | 15 km |
| C    | 北緯 65.6 度 | 東経 8.2 度 | 7 km  |
| D    | 北緯 63.5 度 | 東経 3.2 度 | 7 km  |
| E    | 北緯 63.8 度 | 東経 9.1 度 | 25 km |
| F    | 北緯 64.5 度 | 東経 9.6 度 | 9 km  |
| G    | 北緯 63.0 度 | 東経 7.0 度 | 4 km  |